# 大田原政清
大田原 政清（おおたわら まさきよ）は、下野大田原藩の第2代藩主。

## 略歴
慶長17年（1612年）、初代藩主・晴清の長男として生まれる。寛永8年（1631年）、父の死去により家督を継ぐ。駿府加番に任じられ、慶安元年（1648年）12月に叙任する。後に大坂城番に任じられた。万治4年（1661年）3月5日、江戸で死去した。享年50。跡を長男・高清が継いだ。

## 系譜
父母
- 大田原晴清（父）
- 那須資貞の娘（母）

正室
- 織田長政の娘

子女
- 大田原高清（長男）生母は正室
- 大田原為清（次男）
- 織田吉清（三男）
- 大田原資世（四男）
- 大田原政康（五男）
- 大田原晴川（六男）
- 堀田一幸室
- 宮城和充室
- 大田原政増室
- 娘